# Alessandro Arena (calciatore)
Alessandro Arena (Ragusa, 3 agosto 2000) è un calciatore italiano, attaccante del Pisa.

## Caratteristiche tecniche
Ala destra con sinistro naturale, è in possesso di buona tecnica di base e di buonissima velocità. Abile nel controllo orientato, anche sotto pressione, e nell’uno contro uno offensivo.

## Carriera

### Inizi nel Catania e vari prestiti
Cresciuto nel settore giovanile del Catania, passa in prestito per due anni nella squadra della frazione in cui è cresciuto, il Marina di Ragusa, contibuendo alla promozione dalla sesta alla quarta serie sotto la guida di Salvatore Utro. Nel 2019-2020 gioca un altro anno in prestito, stavolta all'Acireale. Nel 2020 firma il suo primo contratto da professionista con il Catania sino al 30 giugno 2023, e nel gennaio del 2021 passa sempre in prestito all'FC Messina.

### Gubbio
Nell'estate 2021 viene acquistato a titolo definitivo dal Gubbio su intuizione del DS Davide Mignemi. Nella prima stagione umbra, Arena totalizza 36 presenze, 4 gol e 7 assist. Nel campionato successivo Arena è titolare inamovibile: 37 partite in campionato con 10 reti aggiungendo 9 assist. A tal proposito, il tecnico Piero Braglia lo elogiò dopo una vittoria del Gubbio contro il San Donato Tavarnelle: "È strano giochi in C, quando è in giornata non ha nulla a che fare con questa categoria. In Italia non si ha coraggio di lanciare calciatori di prospettiva come lui, o come Di Stefano, Portanova, Bonini, Vitale. E ne dimentico sicuramente qualcuno. In Spagna questi ragazzi giocherebbero nelle migliori 5-6 squadre della Liga".

### Pisa
Il 17 luglio 2023 passa a titolo definitivo al Pisa.
Esordisce in Serie B allo Stadio Luigi Ferraris contro la Sampdoria, segnando uno splendido gol all'incrocio dei pali e non riuscendo a trattenere le lacrime per l'emozione.

## Statistiche

### Presenze e reti nei club
Statistiche aggiornate al 13 maggio 2025.
| Stagione                | Squadra                 | Campionato              | Campionato | Campionato | Coppe nazionali  | Coppe nazionali | Coppe nazionali | Coppe continentali | Coppe continentali | Coppe continentali | Altre coppe | Altre coppe | Altre coppe | Totale | Totale |
| Stagione                | Squadra                 | Comp                    | Pres       | Reti       | Comp             | Pres            | Reti            | Comp               | Pres               | Reti               | Comp        | Pres        | Reti        | Pres   | Reti   |
| ----------------------- | ----------------------- | ----------------------- | ---------- | ---------- | ---------------- | --------------- | --------------- | ------------------ | ------------------ | ------------------ | ----------- | ----------- | ----------- | ------ | ------ |
| gen.-giu. 2018          | Marina di Ragusa        | Prom.                   | 9          | 1          | CI-Prom. Sicilia | 3               | 0               | -                  | -                  | -                  | -           | -           | -           | 12     | 1      |
| 2018-2019               | Marina di Ragusa        | Ecc.                    | 22         | 9          | CI-Dil. Sicilia  | 6               | 0               | -                  | -                  | -                  | -           | -           | -           | 28     | 9      |
| Totale Marina di Ragusa | Totale Marina di Ragusa | Totale Marina di Ragusa | 31         | 10         |                  | 9               | 0               |                    | -                  | -                  |             | -           | -           | 40     | 10     |
| 2019-2020               | Acireale                | D                       | 21         | 1          | CI-D             | 3               | 0               | -                  | -                  | -                  | -           | -           | -           | 24     | 1      |
| 2020-gen. 2021          | Catania                 | C                       | 0          | 0          | CI               | 1               | 0               | -                  | -                  | -                  | -           | -           | -           | 1      | 0      |
| gen.-giu. 2021          | FC Messina              | D                       | 22         | 5          | -                | -               | -               | -                  | -                  | -                  | -           | -           | -           | 22     | 5      |
| 2021-2022               | Gubbio                  | C                       | 36+2       | 4+1        | CI-C             | 1               | 0               | -                  | -                  | -                  | -           | -           | -           | 39     | 5      |
| 2022-2023               | Gubbio                  | C                       | 37+1       | 10         | CI-C             | 1               | 0               | -                  | -                  | -                  | -           | -           | -           | 39     | 10     |
| Totale Gubbio           | Totale Gubbio           | Totale Gubbio           | 73+3       | 14+1       |                  | 2               | 0               |                    | -                  | -                  |             | -           | -           | 78     | 15     |
| ago. 2023-2024          | Pisa                    | B                       | 25         | 2          | CI               | 1               | 0               | -                  | -                  | -                  | -           | -           | -           | 26     | 2      |
| 2024-2025               | Pisa                    | B                       | 21         | 1          | CI               | 2               | 1               | -                  | -                  | -                  | -           | -           | -           | 23     | 2      |
| Totale Pisa             | Totale Pisa             | Totale Pisa             | 46         | 3          |                  | 3               | 1               |                    | -                  | -                  |             | -           | -           | 49     | 4      |
| Totale carriera         | Totale carriera         | Totale carriera         | 196        | 34         |                  | 18              | 1               |                    | -                  | -                  |             | -           | -           | 214    | 35     |

## Palmarès

### Competizioni regionali
- Promozione: 1

Marina di Ragusa: 2017-2018 (girone D)
- Coppa Italia Promozione Sicilia: 1

Marina di Ragusa: 2017-2018
- Eccellenza: 1

Marina di Ragusa: 2018-2019 (girone B)